# لپرکان ۳
لپرکان ۳ (انگلیسی: Leprechaun 3) فیلمی در ژانر کمدی ترسناک است که در سال ۱۹۹۵ منتشر شد. از بازیگران آن می‌توان به وارویک دیویس، لی آرمسترانگ، کارولین ویلیامز و لی الین بیکر اشاره کرد.